# Vlaamse Cultuurprijs voor Cultuureducatie
De Vlaamse Cultuurprijs voor Cultuureducatie is een van de Vlaamse Cultuurprijzen die door de Vlaamse overheid wordt toegekend. De prijs werd voor het eerst toegekend in 2010. Aan de prijs is een bedrag van 12.500 euro verbonden.

## Winnaars
- 2010: ART BASICS for CHILDREN
- 2011: Vitamine C
- 2012: Urban Woorden
- 2013: BRONKS